# Igor Wenediktowitsch Plotnizki

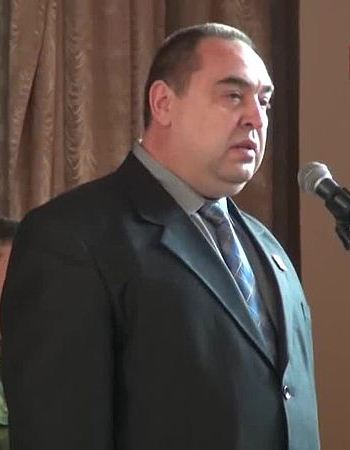
Igor Plotnizki im Dezember 2014

Igor Wenediktowitsch Plotnizki (russisch Игорь Венедиктович Плотницкий; ukrainisch Ігор Венедиктович Плотницький; * 26. Juni 1964 in Luhansk) ist ein ukrainischer Rebellenführer. Er war Republikchef der international nicht anerkannten Volksrepublik Lugansk.

## Leben
Plotnizki wurde 1964 in Luhansk, anderen Angaben zufolge in Kelmenzi in der Oblast Tscherniwzi, geboren. Er diente ab 1982 in der Sowjetarmee und absolvierte 1987 die Ingenieurhochschule der Artillerie „Nikolai Woronow“. 1991 wurde er aus den Streitkräften im Rang eines Majors entlassen. Von 1992 bis 1996 arbeitete er als Ingenieur in unterschiedlichen Unternehmen und als stellvertretender kaufmännischer Direktor. Er leitete von 1996 bis 2002 die Beteiligungsgesellschaft „TF Skarabej“, die im Bereich Groß- und Einzelhandel von Kraftstoffen und Schmiermitteln tätig war. Er war von 2004 bis 2012 in der Gebietsinspektion für Verbraucherschutz zuständig und arbeitete als Chef-Spezialist, stellvertretender Abteilungsleiter, Abteilungsleiter für Qualitätskontrolle von Non-Foodwaren und Erdölprodukten sowie Abteilungsleiter für Marktüberwachung. 2008 legte er das Staatsdienst-Diplom der Ostukrainischen Universität „Wladimir Dal“ ab.
Während des russischen Kriegs in der Ostukraine wurde er im Mai 2014 zum Verteidigungsminister der selbstproklamierten Volksrepublik Luhansk ernannt. Ein Kiewer Kreisgericht genehmigte der ukrainischen Justiz im Juni 2014 seine Festnahme und die weiterer elf Repräsentanten der Volksrepubliken Lugansk und Donezk wegen „Gründung einer Terrororganisation“.
Nach dem Rücktritt von Waleri Bolotow wurde Plotnizki am 20. August 2014 als Ministerpräsident der selbstausgerufenen Volksrepublik Lugansk eingesetzt. Er strebt eine Abspaltung der Oblast Luhansk von der Ukraine an. Der Rebellenführer nahm an den Verhandlungen der OSZE-Kontaktgruppe teil und verkündete am 5. September 2014 zusammen mit dem ehemaligen ukrainischen Präsidenten Leonid Kutschma, der OSZE-Gesandten Heidi Tagliavini, dem russischen Botschafter in der Ukraine Michail Surabow und dem Milizenführer der selbstproklamierten Volksrepublik Donezk Alexander Sachartschenko in Minsk einen Waffenstillstand. Am 9. September 2014 erklärte er, dass er der ukrainischen Regierung nicht die Kontrolle über die Grenze zu Russland überlasse und die Isolierung der Volksrepubliken nicht zulasse. Bei der am 2. November 2014 stattfindenden Wahl zum Oberhaupt der Volksrepublik Luhansk, welche von Russland jedoch nicht anerkannt, sondern nur akzeptiert wurde, erreichte er 63,8 Prozent der abgegebenen Stimmen.
Im November 2014 forderte Plotnizki den ukrainischen Präsidenten Petro Poroschenko zur Lösung des Ukraine-Konflikts in einem offenen Brief zu einem Duell auf Leben und Tod heraus. Er schlug vor, dass der Gewinner danach der politischen Gegenseite seine Bedingungen für die Beilegung des Konflikts diktieren dürfe. Der ukrainische Außenamtssprecher erwiderte darauf, dass Plotnizki einzig und allein eines Duells mit der ukrainischen Justiz würdig sei.
Plotnizki wurde am 11. Juli 2014 auf die Sanktionsliste der Europäischen Union gesetzt. Plotnizki ist nach Einschätzung der Frankfurter Allgemeinen Zeitung ein „Gefolgsmann der russischen Generallinie“. Es ist nicht auszuschließen, dass russische Geheimdienste an den Mordanschlägen beteiligt waren, denen zwischen Dezember 2014 und Dezember 2015 mehrere Milizführer auf dem Gebiet Lugansk zum Opfer fielen. Diese hätten sich nicht der Führung Plotnizkis unterwerfen wollen.
Am 6. August 2016 wurde dieser in Luhansk bei einem Anschlag mit einer Landmine auf sein Fahrzeug vermutlich schwer verletzt. Die Nowaja gaseta hatte schon im Dezember 2015 ein Ende von Plotnizkis mit Gewalt errungene Macht durch Gewalt für wahrscheinlich gehalten. Als er am 20. November 2017 den Innenminister Igor Kornet entlassen wollte, kam es zu einem Machtkampf, während welchem am 21. November Soldaten ohne Abzeichen das Regierungsviertel abriegelten, angeblich zu einer Übung. Auch Kräfte aus Donezk waren widerstandslos ins Lugansker Gebiet gefahren. Entscheidend für den Verbleib von Plotnizki an der Spitze war auf jeden Fall die Unterstützung Moskaus, da das Gebilde ohne Unterstützung aus Russland nicht überlebensfähig ist. Die russische Führung dementierte am 22. November, dass sie Kornet unterstütze. Trotzdem musste Plotnizki auf der Suche nach Unterstützung abziehen, was einige Fragen aufwarf in Bezug auf die Einhaltung von Abkommen wie Minsk II, welche mit seiner Unterschrift geschlossen wurden. Wegen „gesundheitlicher Probleme“ teilte er am 24. November 2017 seinen Amtsrücktritt mit.
Plotnizki ist verheiratet sowie Vater einer Tochter und eines Sohnes.

## Vorwurf des Antisemitismus
Wie der „Ministerpräsident“ der selbstproklamierten und international nicht anerkannten „Volksrepublik Donezk“ Alexander Wladimirowitsch Sachartschenko bezeichnete Plotnizki die Regierenden in Kiew mehrfach als Juden und hielt mit der Verwendung des Namens „Valtzman“ eine Anspielung auf antisemitische Gerüchte über den „wahren“ Familiennamen von Petro Poroschenkos Vater in Umlauf. In einem Vortrag mit dem Titel „Zeitgenössische Ukraine als faschistischer Staat neuer Art“ an einer russischen Universität im Juni 2015 sagte Plotnizki, dass Juden für den Euromaidan verantwortlich seien. Außerdem sagte er, dass die Bezeichnung „Euromaidan“ möglicherweise von ukrainischen Juden, die nach Plotnizkis Auffassung eine Mehrheit in der ukrainischen Regierung ausmachen, abgeleitet sei, weil auf Russisch „Jewrej“ (deutsch „Jude“) ähnlich klingt wie „Jewro“ (deutsch „Euro“). Er habe zwar nichts gegen „Valtzman, Hrojsman und viele andere“ und auch nicht gegen Juden, aber aus dem Begriff „Euromaidan“ lasse sich entnehmen, dass die Anführer Juden seien.